# Jesús Rodríguez Lafuente
Jesús Rodríguez Lafuente (Bilbao, 15 de noviembre de 1933 – Lezama, 13 de abril de 2018) fue un halterófilo olímpico español. Compitió en las pruebas de halterofilia de los Juegos Olímpicos de Roma 1960.

## Biografía
Rodríguez es el segundo hijo de Baltasar y de Rosario de las Fuentes. Empezó los estudios en el Colegio de El Salvador de Bilbao para pasar después a los Maristas y posteriormente a los Escolapios, donde acabó sus estudios primarios. Empezó a acudir al Club Deportivo de Bilbao donde empezó a practicar diferentes deportes, especialmente la gimnasia donde destacaba en la prueba de anillas. De la mano del mexicano Florentino Vicente de Eguía comenzó a centrarse de forma más decidida por la halterofilia.
En 1953 se proclamó campeón de España en peso ligero y ganó el campeonato universitario de Bizkaia ese mismo año. Repitió su título nacional en 1954 (aún en peso ligero) y en 1955 (en peso medio con 74,90 kilos). En 1955 y 1961, participó en los Juegos del Mediterráneo de 1955 a 1961, donde también se llevó loas títulos en ligero, medio y semi-pesado.
Después de casarse, se traslada a Gijón donde se dedica profesionalmente al negocio de los luminosos. Aún así, sigue dedicándose a la halterofilia. En 1959, se vuelve a proclamar campeón de España en la categoría de semi-pesados con 337,50 kilos, estableciendo un nuevo récord de España. Consigue clasificarse para participar en los Juegos Olímpicos de Roma donde acaba en la posición número 21 de la categoría de hasta 82,5kg levantando 325 kilos.
En 1960, vuelve a Bilbao. Vivió en Lezama hasta que, en 1981, marcha provisionalmente a México para luego volver definitivamente a Lezama en agosto de 1991. Jesús Rodríguez murió el 13 de abril de 2018 a los 84 años.